# 669 Kypria
A 669 Kypria egy a Naprendszer kisbolygói közül, amit August Kopff fedezett fel 1908. augusztus 20-án.